# トランスポゾン

A bacterial DNA transposon

トランスポゾン (transposon) は細胞内においてゲノム上の位置を転移 (transposition) することのできる塩基配列である。動く遺伝子、転移因子 (transposable element) とも呼ばれる。DNA断片が直接転移するDNA型と、転写と逆転写の過程を経るRNA型がある。トランスポゾンという語は狭義には前者のみを指し、後者はレトロトランスポゾン (retrotransposon) またはレトロポゾンと呼ばれる。レトロポゾンはレトロウイルスの起源である可能性も示唆されている。レトロポゾンのコードする逆転写酵素はテロメアを複製するテロメラーゼと進化的に近い。
転移はゲノムのDNA配列を変化させることで突然変異の原因となりえ、多様性を増幅することで生物の進化を促進してきたと考えられている。トランスポゾンは遺伝子導入のベクターや変異原として有用であり、遺伝学や分子生物学において様々な生物で応用されている。

## 転移機序
DNA型トランスポゾンが転移するためにはトランスポザーゼ (Transposase、「トランスポゼース」とも言う) と呼ばれる酵素が必要であり、これはトランスポゾン自身がコードしている。トランスポゾンは < transposon > の様に末端に逆向きの反復配列を持っており、トランスポザーゼはこの配列を認識してトランスポゾンをゲノム配列から切り出す。そして適当なゲノム配列に再度挿入する。
レトロポゾン(RNA型トランスポゾン)は転写を受けた後、自身がコードする逆転写酵素によって mRNA から cDNA を作り出し、再度染色体に挿入される。
いずれも遺伝子領域に挿入されると変異を引き起こし、DNA型は切り出しの際に周りのDNA配列を削り染色体異常を誘導することもある。また転移が不完全に起こることで染色体にジャンク配列を残す。

## 沿革
最初のトランスポゾンは、1940年代にバーバラ・マクリントックによってトウモロコシで発見された。トウモロコシの実に見られる斑（ふ）に着目し、これがトランスポゾンの転移が原因であることを証明した。彼女はこの業績により、1983年にノーベル生理学・医学賞を受賞している。トウモロコシのゲノムの約80%がトランスポゾンまたはそれから派生した配列であるといわれる。
ゲノムプロジェクトの進行により、ヒトやマウスのゲノムにおいてタンパク質をコードする領域は 1% 以下であり、残りの 40% 以上はトランスポゾンが占めていることがわかってきた。LINE と呼ばれるレトロポゾンはヒトゲノムの20%を占めていることも報告されている。脊椎動物の遺伝子は互いに相同性を共有するものが多いため、遺伝子以外の領域で多様性を生み出しているこれらのトランスポゾンが種分化において重要な役割を担っていることが示唆されてきている。

## 具体例
ショウジョウバエにおけるトランスポゾンはP因子が有名。P因子はわずか50年程前に水平移動により自然界のショウジョウバエに持ち込まれたと考えられている。それまでに野外から採集されていた多くの系統はP因子を持たない。以前から研究室で維持されていた系統と、野外から採集してきた系統とを交配させると、高頻度で不妊を引き起こす雑種発育不全 (Hybrid dysgenesis) と呼ばれる現象が生じ、この原因として発見された。このように新たにゲノムに導入されたトランスポゾンは高頻度の転移を起こし、ゲノムを改変してしまうことが知られている。現在P因子は人為的に改変され、遺伝子導入のベクターとして用いられている。また、逆向き反復配列もである。